# Motey-Besuche
Motey-Besuche é uma comuna francesa na região administrativa de Borgonha-Franco-Condado, no departamento de Alto Sona. Estende-se por uma área de 6,21 km². Em 2010 a comuna tinha 100 habitantes (densidade: 16,1 hab./km²).